# Aphthonoides rugiceps
Aphthonoides rugiceps es un coleóptero de la familia Chrysomelidae.
Fue descrita científicamente por primera vez en 1992 por Wang.